# Collection jésuite des Fontaines
La Collection jésuite des Fontaines a été rassemblée par l'Ordre jésuite de 1951 à 1998, date de son dépôt à la Bibliothèque municipale de Lyon. Elle compte 500 000 documents.

## Provenances
La Collection des Fontaines rassemble des documents de diverses bibliothèques jésuites.
Le fonds principal provient de l'ancien scolasticat jésuite du château des Fontaines qui se trouvait à Chantilly, d'où son nom de collection des Fontaines. Le centre culturel de Chantilly a été fermé en 1997.
Le noyau initial provient de la Bibliothèque de Jersey, elle-même issue de la Bibliothèque des Jésuites de Laval initiée au milieu du XIXe siècle, et déplacée lors de l'expulsion de congrégations en 1880.

## Classement
La collection est constituée d'une cinquantaine de thèmes. Ce classement thématique apparait singulier, puisque depuis l'époque moderne les bibliothèques classent les documents dans leurs silos par ordre d'arrivée et de formats.